# Bolcyrus
Bolcyrus è un genere di pesci ossei estinto appartenente agli anguilliformi. Visse tra l’Eocene inferiore e l'Eocene medio (circa 52 – 48 milioni di anni fa) e i suoi resti fossili sono stati ritrovati in Europa e in Nordamerica.

## Descrizione
Questo pesce simile all’attuale grongo era di medie dimensioni e poteva raggiungere i 30 centimetri di lunghezza. Il corpo era anguilliforme e molto allungato; la testa era stretta e terminava in un muso appuntito. Gli occhi erano piccoli. La pinna dorsale e quella anale erano basse ed estremamente allungate, e formavano una sorta di nastro continuo che si univa alla pinna caudale. La pinna dorsale iniziava appena dietro la testa, mentre quella anale iniziava a circa metà del dorso. Le pinne pettorali erano piccole e tondeggianti.

## Classificazione
Il genere Bolcyrus venne descritto per la prima volta da Blot nel 1978, sulla base di resti fossili risalenti all'Eocene medio, ritrovati nel famoso giacimento di Bolca in provincia di Verona (Italia). Blot descrisse due specie: B. bajai e B. formosissimus, distinguibili per alcuni dettagli anatomici. Una specie simile a B. formosissimus è stata ritrovata in Virginia (USA), in terreni dell’Eocene inferiore. 

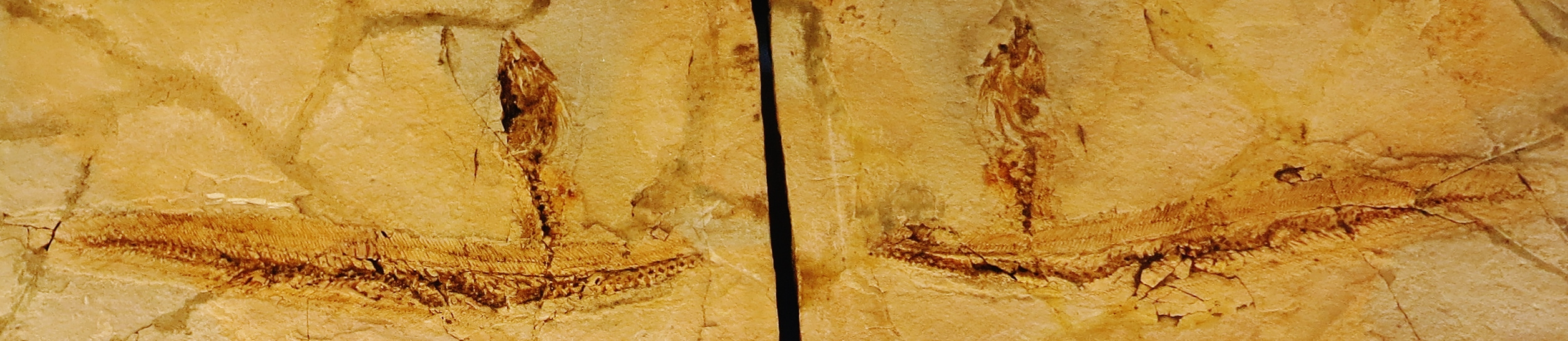
Fossile di Bolcyrus formosissimus

Bolcyrus era un anguilliforme ed è probabile che fosse un arcaico rappresentante della famiglia Congridae, attualmente rappresentati da varie forme tra cui il grongo, di dimensioni ben maggiori rispetto a quelle del suo parente eocenico. Affine a Bolcyrus era Voltaconger latispinus, anch’esso rinvenuto a Bolca.

## Paleoecologia
Bolcyrus doveva essere un predatore di piccoli pesci e altri animali che vivevano nella laguna tropicale che un tempo si trovava nella zona di Bolca.